# Hermann Kugelstadt
Hermann Kugelstadt, né le 16 février 1912 à Limbourg-sur-la-Lahn (Hesse) et mort le 9 mars 2001 à Zell am See (Salzbourg), est un réalisateur et scénariste allemand,. Dans les années 1950, il a réalisé un certain nombre de productions dans la tradition populaire des heimatfilms. Dans les années 1960, il s'est tourné vers la télévision.

## Filmographie
- 1951 - Mon pays, tes étoiles ! (Heimat deine Sterne)
- 1952 - Les Cloches du village (Heimatglocken)
- 1953 - Le Moulin tragique (Die Mühle im Schwarzwäldertal)
- 1954 - La Croix du sentier des chasseurs (Das Kreuz am Jagersteig)
- 1955 - Das Forsthaus in Tirol
- 1955 - Les Pièges de la forêt (Der Jäger vom Roteck)
- 1955 - La Petite Négresse (Der dunkle Stern)
- 1956 - Marika, la belle Hongroise (de) (Hengst Maestoso Austria)
- 1956 - Deux Bavarois à St. Pauli (Zwei Bayern in St. Pauli)
- 1956 - Heidemarie
- 1957 - Les Joyeux Détectives (Die Fidelen Detektive)
- 1957 - Heiratskandidaten
- 1958 - La Rue aux filles (Die Straße)
- 1958 - Herrn Josefs letzte Liebe
- 1958 - Hello Taxi (Hallo Taxi)
- 1959 - La Chasse de Saint-Hubert (de) (Hubertusjagd)
- 1960 - Lutte sans quartier (Sfida nella città dell' oro), coréalisé avec Alfredo Medori et Wolfgang Schleif